# Rymantas
Rymantas ist ein litauischer männlicher Vorname, abgeleitet von Rimas und Mantas.

## Personen
- Rymantas Juozaitis (*  1953), Manager der Energiewirtschaft
- Rymantas Mockevičius (* 1967),  Beamter, Leiter von Vadovybės apsaugos departamentas (VAD), General im Innendienst